# Bernard Dunand
Bernard Dunand (Ginebra, 2 de septiembre de 1936) es un deportista suizo que compitió en vela en la clase 5.5 Metre. Participó en los Juegos Olímpicos de México 1968, obteniendo una medalla de plata en la clase 5.5 Metre.

## Palmarés internacional
| Juegos Olímpicos | Juegos Olímpicos          | Juegos Olímpicos | Juegos Olímpicos |
| Año              | Lugar                     | Medalla          | Clase            |
| ---------------- | ------------------------- | ---------------- | ---------------- |
| 1968             | Ciudad de México (México) | Medalla de plata | 5.5 Metre        |